# Cantón de Bourbriac
El cantón de Bourbriac era una división administrativa francesa, que estaba situada en el departamento de Costas de Armor y la región de Bretaña.

## Composición
El cantón estaba formado por siete comunas:
- Bourbriac
- Kerien
- Magoar
- Plésidy
- Pont-Melvez
- Saint-Adrien
- Senven-Léhart

## Supresión del cantón de Bourbriac
En aplicación del Decreto nº 2014-150 de 13 de febrero de 2014, el cantón de Bourbriac fue suprimido el 22 de marzo de 2015 y sus 7 comunas pasaron a formar parte del nuevo cantón de Callac.